# Svenska teleförbundet

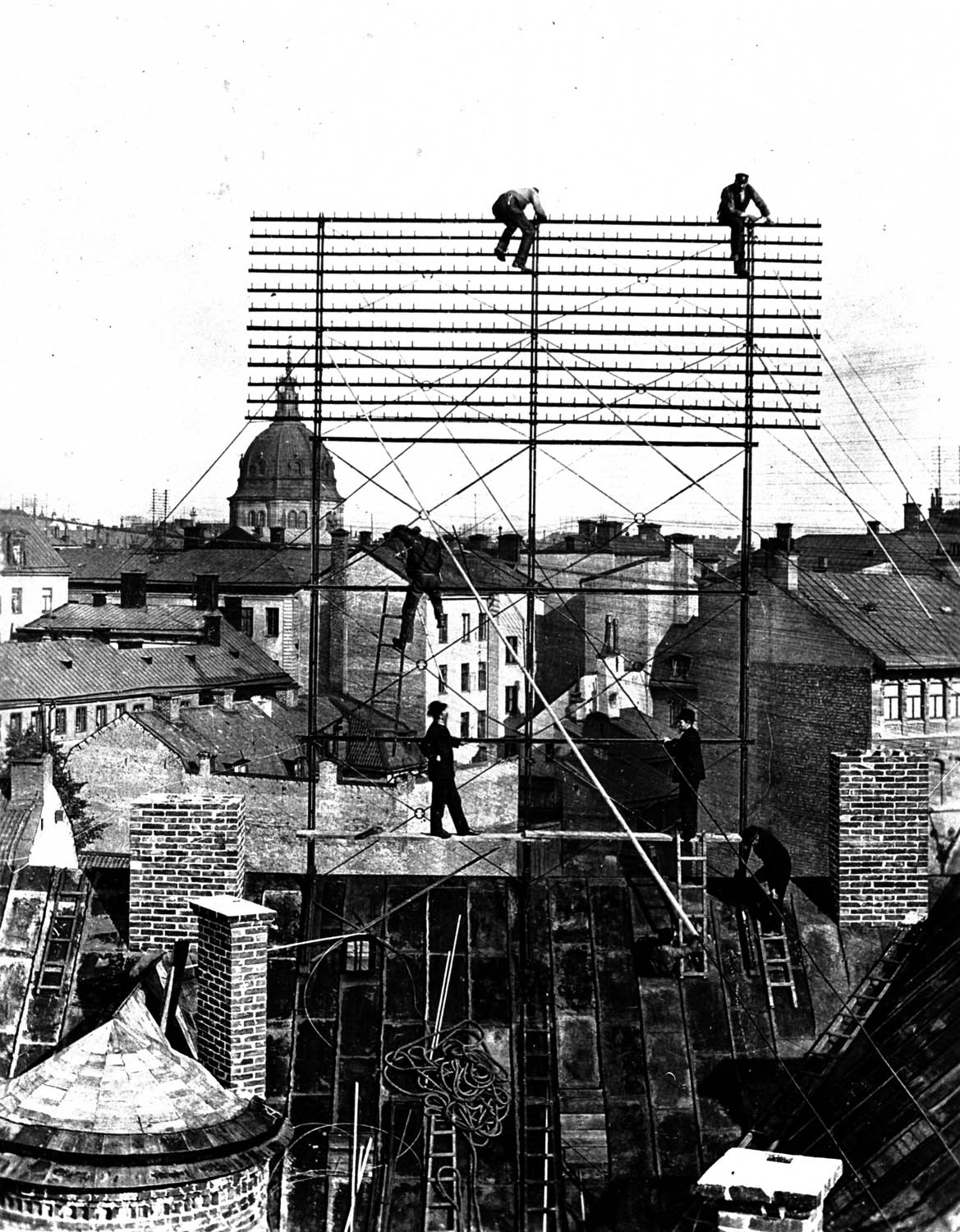
Telefonmontörer från Allmänna Telefonbolaget i arbete med uppsättning av telefongalge, början av 1890-talet

Svenska teleförbundet var ett svenskt fackförbund inom Landsorganisationen (LO) som ursprungligen bildades 1901 med namnet Sveriges rikstelefon- och telegrafarbetareförbund, namnändrades 1902 till Telegraf- och rikstelefonarbetareförbundet, 1912 till Telegraf- och telefonmannaförbundet och slutligen 1955 till Svenska teleförbundet. Det uppgick 1970 i Statsanställdas förbund.

## Historia
- 1893 bildades Stockholms telefon- och elektriska arbetareförening som var först inom teleområdet. Den upphörde snart, men vid sekelskiftet hade nya föreningar bildats i Stockholm, Malmö och Norrköping.
- 1901 bildades Sveriges rikstelefon- och telegrafarbetareförbund på initiativ av föreningen i Norrköping.
- 1902 ändrade man namn till Telegraf- och rikstelefonarbetareförbundet.
- 1905 slöts det första avtalet med Televerket.
- 1909 deltog förbundet inte i storstrejken.
- 1912 ändrade man åter namn och nu till Telegraf- och telefonmannaförbundet.
- 1916 uppgick Telegrafverkets stationsbiträdesförening i förbundet, men de utträdde igen 1918.
- 1917 tillkom många kvinnliga telefonister.
- 1919 bröt sig den ordinarie personalen ut ur förbundet och bildade Telegrafverkets personalförbund. Anledningen var en intern konflikt som uppstått mellan ordinarie och extra personal. Förbundet försökte få de statliga arbetsgivarna att avskaffa de ordinarie tjänsterna och satte dem därför i blockad. Den ordinarie anställningsformen var ett enskilt avtal och fackföreningen ville teckna kollektivavtal för att kunna vidta stridsåtgärder. I händelse av konflikt uppstod annars motsättningar mellan den ordinarie och extra personalen. Avdelning 4 sammanfattade läget så här: "Telefonarbetarna har länge insett nödvändigheten av ordinarie statens bekämpande, denna knepiga form av personliga kontrakt som binder de anställda och hindrar rörelsefriheten. För att göra anställningen eftersökt har därmed förbundits pension, änkepension m.m. (...) Ett kraftigt gemensamt uppträdande för att hävda egna ekonomiska eller andra krav (...) är under normala förhållanden omöjliggjort, då de anställda var för sig genom underskrivande eller antagande av konstitutorial (kontrakt) avsagt sig rätten därtill. I statens intresse ligger att ständigt ha en lojal personalkår som icke företager något som kan utgöra intrång i statskapitalets maktställning."  [1]
- 1920 överfördes medlemmar från Svenska elektriska arbetareförbundet i samband med att Rikstelefon och Stockholms Allmänna Telefon AB slogs samman.
- 1923 hade förbundet 2794 medlemmar. [2]
- 1929 inrättades en arbetslöshetskassa.
- 1936 avslutades blockaden mot de ordinarie anställda och de fick nu bli medlemmar.
- 1939 tillkom 263 medlemmar från Telegrafverkets personalförbund och senare samma år uppgick hela personalförbundet, med de återstående 1577 medlemmarna, i Telegraf- och telefonmannaförbundet.
- 1942 slöt förbundet avtal med Växelföreståndarnas riksförbund som omfattade personal på de små bemannade landsortsväxlarna.
- 1950 hade förbundet 220 avdelningar med 19658 medlemmar.
- 1955 bytte förbundet namn till Svenska teleförbundet.
- 1970 var man tvungna att effektivisera förhandlingarna på det statliga området. Statstjänarekartellen förslog inte längre.  Åtta förbund och delar av ett nionde bildade därför tillsammans det nya Statsanställdas förbund.